# Pålkemjaure
Pålkemjaure är en sjö i Bodens kommun och Gällivare kommun i Norrbotten och ingår i Råneälvens huvudavrinningsområde. Sjön har en area på 1,75 kvadratkilometer och ligger 241,9 meter över havet. Sjön avvattnas av vattendraget Vitträskbäcken.

## Delavrinningsområde
Pålkemjaure ingår i det delavrinningsområde (737487-175977) som SMHI kallar för Utloppet av Pålkemjaure. Medelhöjden är 289 meter över havet och ytan är 22,93 kvadratkilometer. Det finns inga avrinningsområden uppströms utan avrinningsområdet är högsta punkten. Vitträskbäcken som avvattnar avrinningsområdet har biflödesordning 4, vilket innebär att vattnet flödar genom totalt 4 vattendrag innan det når havet efter 87 kilometer. Avrinningsområdet består mestadels av skog (69 procent) och sankmarker (16 procent). Avrinningsområdet har 1,74 kvadratkilometer vattenytor vilket ger det en sjöprocent på 7,6 procent.